# 1492 en santé et médecine
| Années de la santé et de la médecine : 1489 - 1490 - 1491 - 1492 - 1493 - 1494 - 1495    |
| Décennies de la santé et de la médecine : 1460 - 1470 - 1480 - 1490 - 1500 - 1510 - 1520 |

Cet article présente les faits marquants de l'année 1492 en santé et médecine.

## Événements
- 15 mai : à Lisbonne, en Portugal, pose de la première pierre de l'Hospital Real de Todos os Santos (« hôpital royal de Tous-les-Saints »), dont la construction ne sera achevée qu'en 1504 et qui sera entièrement détruit dans le grand tremblement de terre de 1755[1].
- « Aucun écrit historique fiable, contemporain de la mort d'Innocent VIII[2], ne permet d'authentifier » le fait rapporté par certaines chroniques selon lesquelles ce pape aurait cherché un ultime remède dans la transfusion du sang de trois jeunes hommes[3].

## Publications
- Nicolas Léonicène (1428-1524) fait imprimer à Ferrare, chez De Rubeis et De Grassis, son De Plinii et aliorum in medicina erroribus, où sont relevées les erreurs médicales de Pline et d'autres auteurs latins anciens, et dont on a pu dire que « s'y manifeste la quintessence de la posture intellectuelle et critique de l'humanisme[4] ».
- Santes de Ardoynis (es), médecin de Pesaro, fait imprimer à Venise un traité sur les poisons  (De venenis[5]).
- Première édition, à Venise, sous le titre de Liber totius medicinae, seu regalis expositio, de la traduction latine donnée vers 1127 par Étienne de Pise (en), du Kitab al-Maliki du médecin persan Ali Abbas († 994[6]).

## Personnalités
- 1475-1492 : fl. Comprat Mossé, médecin juif, à Tarascon, puis à Arles, à Marseille et enfin à Aix[7].
- 1492-1493 : fl. Denis Forget, « peut-être étudiant en médecine ou barbier », qui assiste à une dissection à la faculté de médecine de Paris[7].
- 1492-1502 : fl. Bernard de Le Venquière, reçu docteur en médecine à Paris, doyen de la Faculté en 1498-1500[7].

## Décès
- Hiver 1491-1492 : Barthélemy Metlinger (de) (né à une date inconnue), médecin allemand, reçu docteur à Bologne, praticien à Augsbourg, surtout connu pour son Kinderbüchlein (« Petit livre des enfants ») paru en 1473, premier traité de pédiatrie jamais publié en allemand[8].
- Après 1492 : Thierry Gresmunt (né à une date inconnue), médecin, établi à Mayence en Allemagne[9].
- Entre 1492 et 1494 : Paolo Bagellardo (it) (né entre 1410 et 1420), professeur de philosophie et de médecine à Padoue, auteur en 1472 du Libellus de egritudinibus infantium (« Petit traité sur les maladies infantiles »), premier ouvrage de pédiatrie jamais imprimé[10].